# Single riders-rij

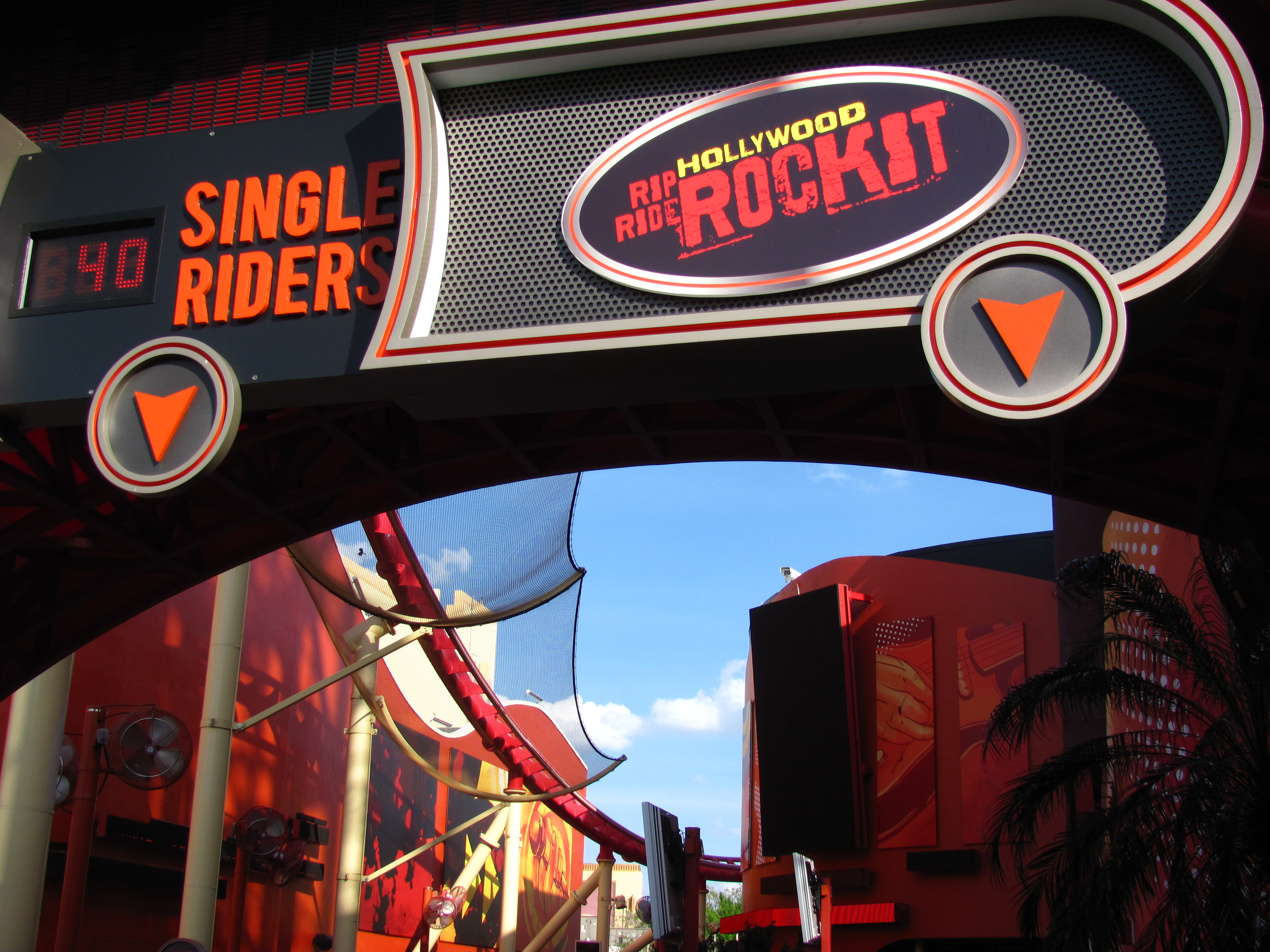
Voorbeeld van single riders-rij die gescheiden is van de andere wachtrij

Een single riders-rij (Engels: single rider line, afgekort SRL) is een speciale wachtrij in pretparken.

## Principe
Wanneer er lege plaatsen overblijven op een attractie, worden deze met bezoekers uit de single riders-rij ingevuld. Het is dus de bedoeling om de attractie steeds op maximumcapaciteit te laten draaien en daarmee de wachtrijlengte steeds zo kort mogelijk te houden. Iemand die in de single riders-rij plaatsneemt, offert zich op om niet naast iemand uit zijn of haar gezelschap op de attractie te zitten, en ook om zelf niet zijn of haar plaats te kunnen kiezen bij attracties met wachthekken.

## Wachtrijlengte
De single riders-rij heeft als voordeel dat ze meestal korter is dan de gewone wachtrij, echter is dit geen regel. Het kan gebeuren dat je er langer staat dan in de gewone rij.

## Attracties met single riders-rij

### Attractiepark Toverland
- Dragonwatch

### Efteling
- Symbolica
- Joris en de draak
- Vliegende Hollander
- Python
- Baron 1898
- Max & Moritz

### Walibi Holland
- Space shot
- Goliath
- Lost Gravity
- Speed of Sound
- Condor
- UNTAMED
- YoY